# Hüvössy Lajos
Hüvössy Lajos (Kecege, 1858 – 1939) evangélikus lelkész, dékán, régész, a rimaszombati múzeum egyik alapítója.

## Életútja

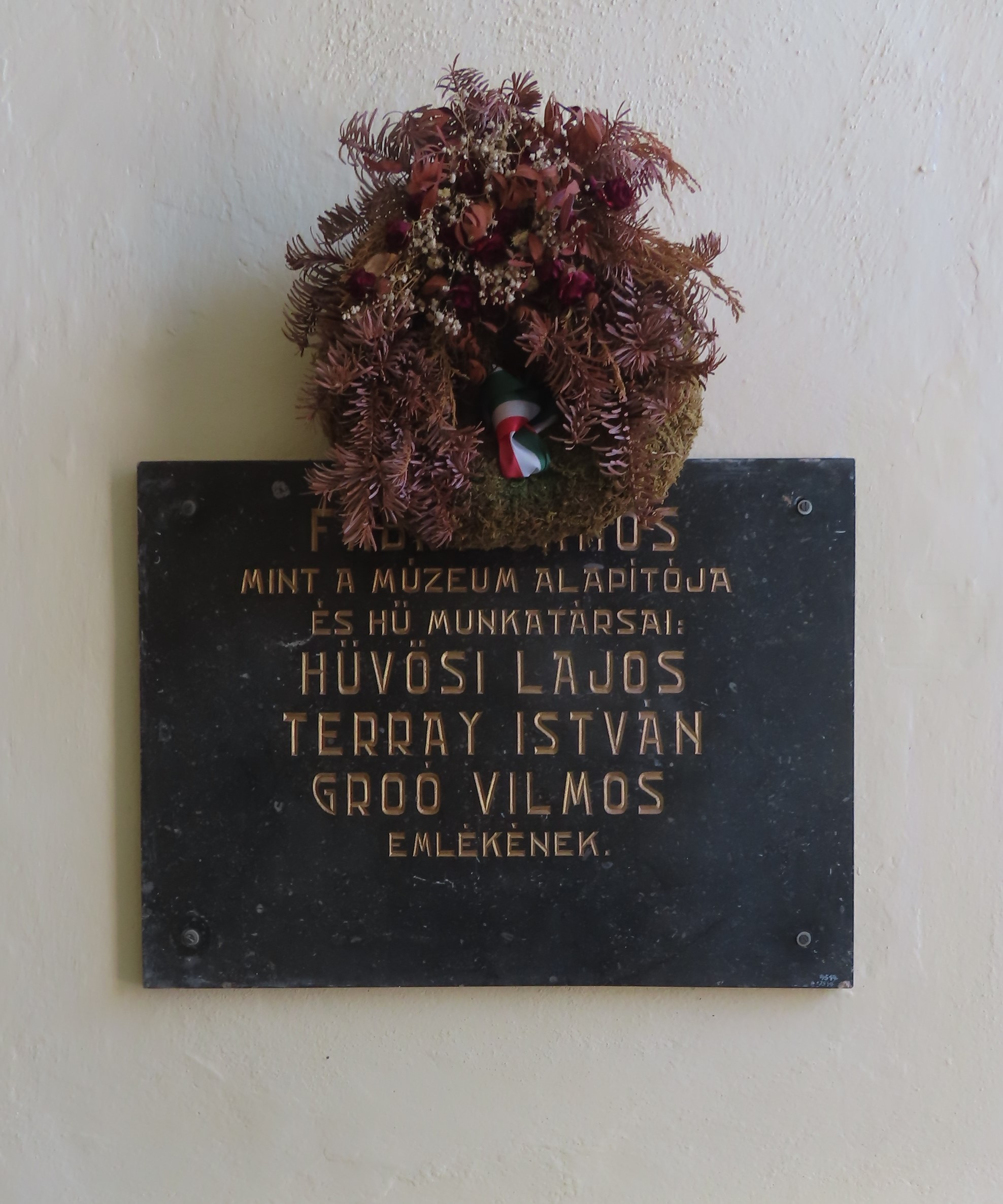
Emléktáblája Rimaszombatban

Felsőpokorágyon, majd Rimaszombatban szolgált. 1908-ban részt vett a Pósta Béla vezette Múzeumok és Könyvtárak Országos Főfelügyelőségének második régészeti szaktanfolyamán Kolozsvárott.
1890-1930 között mint ősrégész fejtett ki tudományos munkásságot. Régészeti gyűjtéseket és ásatásokat végzett többek között Felsőpokorágy környékén, Méhin, 1907-ben Nagybalogon, Zeherjén. Fábry Jánossal, a rimaszombati gimnázium igazgatójával tártak fel több késő bronzkori hamvasztásos sírt.
Felsőpokorágyon nyugszik Holéczy Miklóssal közös sírban.